# Klimaat
Het klimaat is de gemiddelde weerstoestand (temperatuur, windkracht, bedekkingsgraad en neerslag) over een periode van minimaal 30 jaar. De toestand van de atmosfeer op een bepaald moment is het weer. Het klimaat is onderzoeksobject van de klimatologie. Aangezien het weer snel kan veranderen, zijn gemiddelde waarden van het weer (zoals van temperatuur) niet de enige maat voor het klimaat en betrekt men hierbij ook frequentieverdelingen, extreme waarden, modale waarden en standaardafwijkingen.

## Klimaat op aarde

Bij lage zonnestand wordt de zonnewarmte over een veel groter oppervlak verdeeld dan bij hoge zonnestand.

Het klimaat op aarde wordt grotendeels bepaald door de zon. Deze warmt het aardoppervlak op, dat op zijn beurt de atmosfeer opwarmt. Astronomische factoren hierbij zijn de verschillen in de hoogte van de zon, de duur van de dag en de afstand van de aarde tot de zon. Door het verschil in hoogte van de zon valt het zonlicht rond de polen op een groter gebied dan rond de evenaar. Daardoor is de insolatie, de hoeveelheid licht die op een stukje aardoppervlak invalt, en daarmee de opwarming van het aardoppervlak rond de evenaar, veel hoger. Geografische factoren zijn de land-zee-ijs-verdeling, het reliëf van het aardoppervlak en de hoogte boven zeeniveau. Land warmt sneller op dan water, maar koelt ook sneller af. De luchttemperatuur zal dus sterker variëren boven land dan boven zee. Bij uitgestrekte bossen is de temperatuur lager en de luchtvochtigheid hoger. Hoge gebergtes hebben ook invloed op het klimaat van de omgeving; aan de loefzijde valt meer neerslag, aan de lijzijde minder.
De warmteverschillen resulteren in een verschil van luchtdruk, wat gepaard gaat met wind. De resulterende algemene circulatie, het geheel van atmosferische stromingen tussen lagere en hogere breedten en tussen de oceanen en continenten, verzorgt met de voornamelijk door wind veroorzaakte zeestromen de herverdeling van warmte over het aardoppervlak. In het klassieke model is er sprake van drie circulatiecellen: Hadleycellen, Ferrelcellen en polaire cellen. Deze cellen verschuiven met de seizoenen. Dit model is echter een te grote versimpeling gebleken. De aanwezigheid van water in de atmosfeer en het verdampen, condenseren en sublimeren daarvan is van groot belang voor de waterkringloop en het warmtetransport binnen de atmosfeer.

### Luchtcirculatie aan aardoppervlak

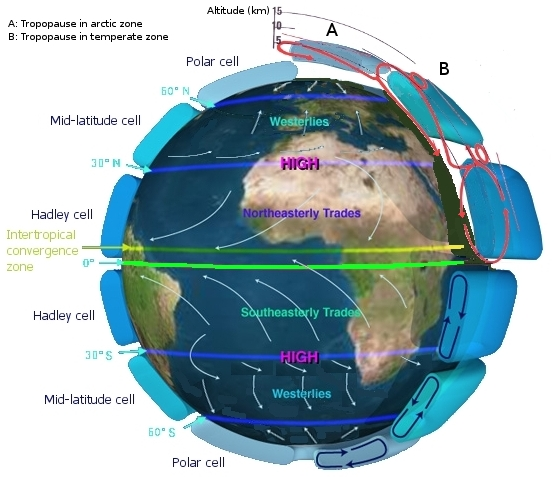
Luchtcirculatie aan het aardoppervlak

Doordat in de gebieden op de evenaar de intensiteit van het zonlicht het grootst is, doordat de zon hier loodrecht bovenstaat, warmen deze gebieden het meeste op. Hierdoor ontstaat er een opgaande luchtstroom, die tegen het plafond van de troposfeer, de tropopauze, botst en vervolgens in de richting van de polen stroomt. Bij de 30e breedtegraad daalt de lucht weer waarna hij over het aardoppervlak terugstroomt naar de evenaar. Ook lucht afkomstig van de 60e breedtegraad daalt hier en stroomt langs het aardoppervlak terug naar de 60e breedtegraad, waar hij weer opstijgt. Door de dalende luchtstromen op de 30e breedtegraad liggen hier de woestijnen, doordat dalende lucht opwarmt en daardoor geen regen geeft. Ook van het poolgebied stroomt lucht over het aardoppervlak naar de 60e breedtegraad om daar op te stijgen en vervolgens weer terug te stromen naar de polen. Bij de 60e breedtegraad ontstaan vaak depressies, doordat de koude lucht van de pool de warme lucht van de 30e breedtegraad ontmoet. Daardoor bevinden de meeste depressies zich ten noorden van Nederland.

### Classificatie
Er zijn meerdere moderne klimaatclassificaties mogelijk, die op zich niet veel van elkaar verschillen. Het meest wordt de classificatie gebruikt die door Wladimir Köppen is ontworpen en vooral door Rudolf Geiger verfijnd werd, waardoor deze classificatie ook wel de klimaatclassificatie van Köppen-Geiger wordt genoemd. Uit deze classificatie zijn later andere classificaties ontstaan. Een classificatie die door klimatologen en geografen ook wordt gebruikt, is die van de fysische geograaf Arthur Strahler.
Al deze classificaties gaan uit van meerdere hoofdzones. Oorspronkelijk en traditioneel gezien zijn er vier:
- De eerste zone is de "tropische zone" die zich bevindt tussen de evenaar en de keerkringen, op beide halfronden op ongeveer de 23,5e breedtegraad.
- Achter de keerkringen beginnen de "subtropische zones". Vreemd genoeg is er geen officiële lijn die aangeeft tot op welke breedte deze zones doorlopen. Meestal trekt men de grens rond de 40e breedtegraad.
- Na de subtropische zones volgen de "gematigde klimaatzones". Zij beginnen dus rond de 40e breedtegraad.
- De vierde zone is de polaire zone, die wel weer door een officiële lijn gemarkeerd is, namelijk de poolcirkel die op 66,5 graden breedte ligt. De polen zelf bevinden zich op de 90e breedtegraad.

### Klimaatverandering
Klimaatverandering is de verandering van het gemiddelde weertype of klimaat over een lange periode. De verandering manifesteert zich het duidelijkst in een stijging of daling van de gemiddelde temperatuur en van de gemiddelde hoeveelheid neerslag in een gebied of regio op aarde. De recente veranderingen in het klimaat zijn te vinden in het artikel opwarming van de Aarde.
Europa is het werelddeel dat het snelst aan opwarming onderhevig is. Dit heeft vooral nadelige gevolgen voor Zuid-Europa, waardoor de waterhuishouding, voedselvoorziening, infrastructuren, ecosystemen en gezondheid onder druk staan.

### Microklimaat
Van een microklimaat is sprake als de omstandigheden op een zeer kleine schaal anders zijn dan je op basis van het klimaat zou verwachten.

### Binnenklimaat
Het binnenklimaat is de atmosferische omstandigheden (temperatuur, windsnelheid en luchtvochtigheid) in leefomgevingen zoals broeikassen en gebouwen.